# Worachai Surinsirirat
Worachai Surinsirirat (Surin, 26 marzo 1973) è un allenatore di calcio ed ex calciatore thailandese, di ruolo difensore, tecnico del Thai Honda.

## Carriera

### Giocatore

#### Club
Dal 1994 al 2004 ha giocato al Raj-Vithi. Nel 2000 viene acquistato dal BEC Tero Sasana. Nel 2009 passa al Chula-Alumni Association, con cui ha concluso la propria carriera nel 2010.

#### Nazionale
Ha debuttato in Nazionale il 14 febbraio 2001, nell'amichevole Thailandia-Cina (1-5). Ha partecipato, con la Nazionale, alla Coppa d'Asia 2004. Ha collezionato in totale, con la maglia della Nazionale, 5 presenze.

### Allenatore
Ha cominciato la propria carriera da allenatore come vice allenatore del BBCU. Il 23 aprile 2016 viene nominato allenatore del BBCU fino al termine della stagione. Al termine della stagione torna ad essere vice allenatore del BBCU. Nel dicembre 2018 firma un contratto con il Thai Honda.